# Борго Бајези (Ферара)
Борго Бајези (итал. Borgo Baiesi) је насеље у Италији у округу Ферара, региону Емилија-Ромања.
Према процени из 2011. у насељу је живело 34 становника. Насеље се налази на надморској висини од 2 м.